# Stilpnus subzonulus
Stilpnus subzonulus är en stekelart som beskrevs av Forster 1876. Stilpnus subzonulus ingår i släktet Stilpnus och familjen brokparasitsteklar. Arten är reproducerande i Sverige. Inga underarter finns listade i Catalogue of Life.